# Sint-Lievens-Houtem
Sint-Lievens-Houtem is een plaats en gemeente in de Belgische provincie Oost-Vlaanderen. De gemeente telt ruim 10.000 inwoners, die Houtemnaars worden genoemd. Het is een landelijke gemeente, net buiten de Vlaamse Ruit en in de Denderstreek. De gemeente heeft het op een na grootste marktplein van Vlaanderen en de grootste traditionele herfstjaarmarkt in het land.

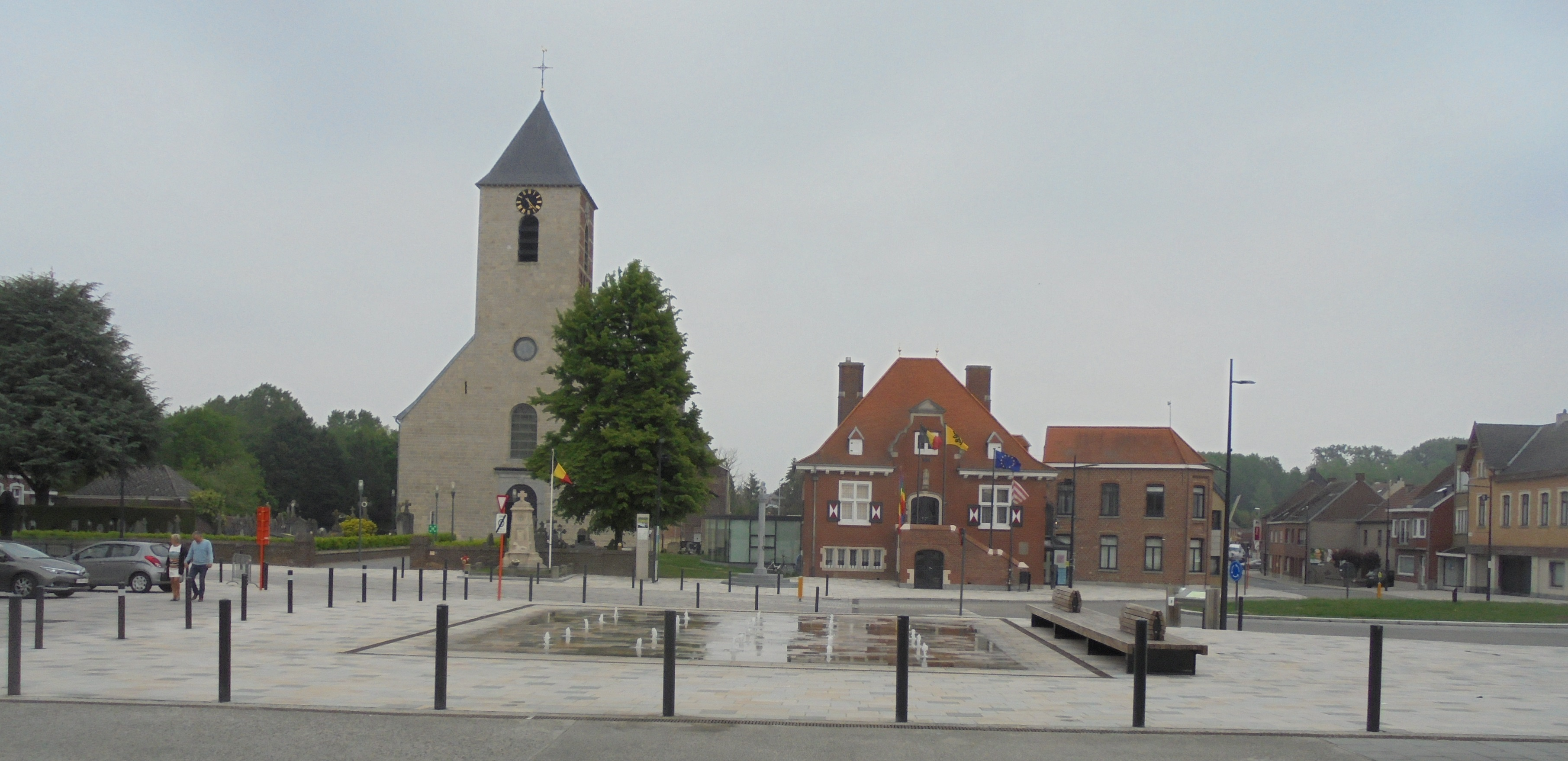
Dorpscentrum met kerk en gemeentehuis

## Geschiedenis

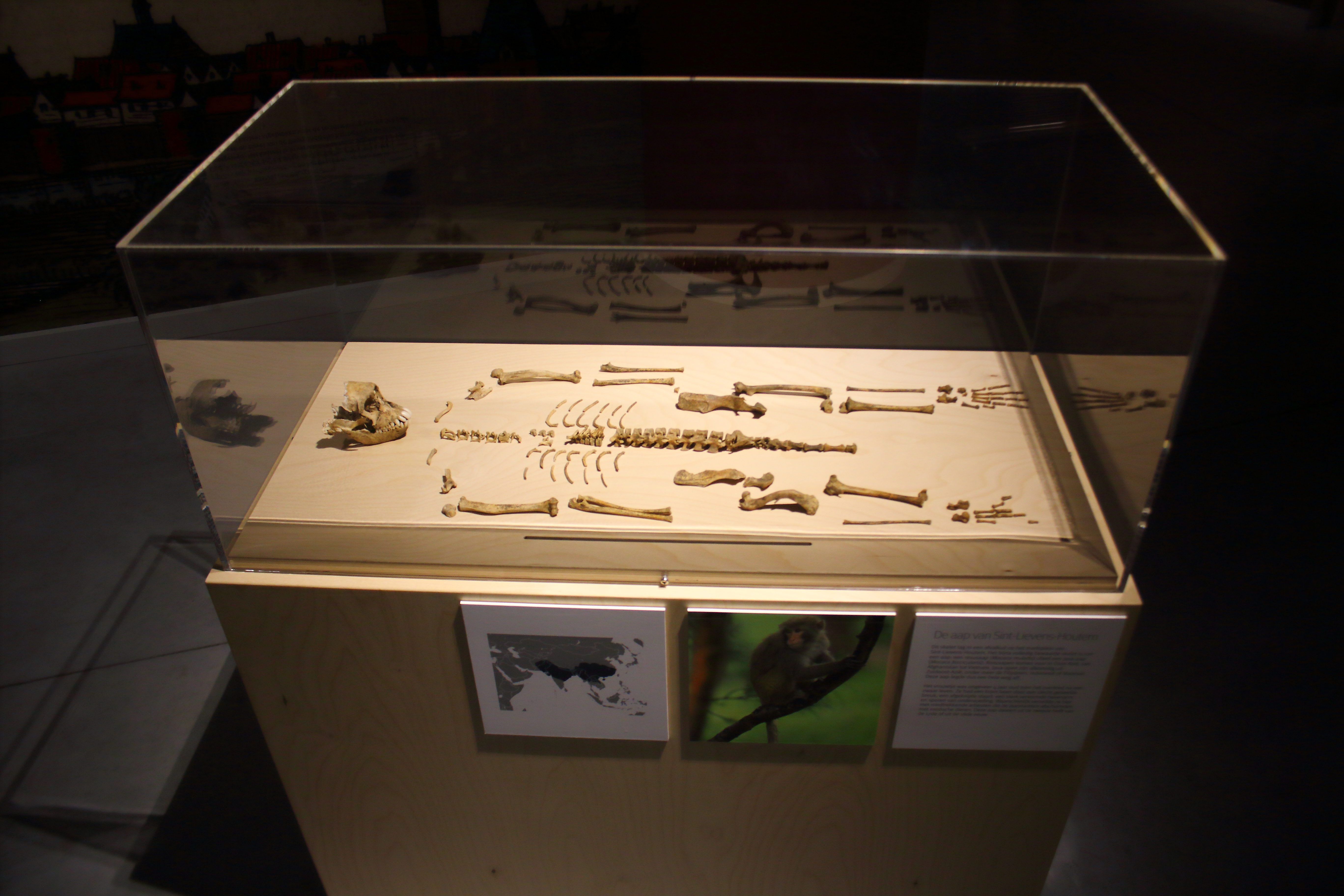
Aapje uit de 17de eeuw opgegraven op de Markt, vermoedelijk van rondreizende artiesten op de jaarmarkt

Het gebied werd in 976 in tweeën verdeeld. Een gedeelte werd beheerd door de Sint-Baafsabdij van Gent, het ander behoorde tot het Land van Aalst, met eigen vierschaar.
Het dorp had in de middeleeuwen een belangrijke bedevaart en jaarmarkt. Deze Sint-Lievensbedevaart werd gehouden op paasmaandag, en herdacht het overbrengen van de relieken van Sint-Lieven van het dorp naar de Sint-Baafsabdij. Onder keizer Karel V werd de bedevaart afgeschaft met de Carolijnse Concessie in 1540. De winterjaarmarkt, gehouden op Sint-Maarten, en de zomerjaarmarkt op Sint-Pieter werden echter wel behouden, zoals blijkt uit de verslagen van de baljuw van het Land van Aalst. Bij de heraanleg van de Markt werd een apenskelet (vermoedelijk een dier van foorkramers) aangetroffen bij archeologisch onderzoek . In 2008 werd de winterjaarmarkt erkend als Vlaams niet-tastbaar cultureel erfgoed door minister Bert Anciaux. Sinds 2010 heeft de winterjaarmarkt een nog grotere erkenning gekregen. Samen met het Aalsterse carnaval en het Krakelingenfeest in Geraardsbergen werd de winterjaarmarkt door UNESCO erkend als uniek immaterieel werelderfgoed.
Bij de gemeentelijke fusies van 1977 werden aan Sint-Lievens-Houtem de gemeenten Bavegem, Letterhoutem, Vlierzele (met uitzondering van het gehucht Papegem) en Zonnegem toegevoegd. Er werd ook een klein deel van de gemeente Oombergen aangehecht, meer bepaald de gehuchten Espenhoek, Cotthem en Hoogveld.

### Industrieel verleden
Door de verering van de Heilige Livinus werd er ieder jaar een zeer grote bedevaart vanuit Gent naar Sint-Lievens-Houtem gehouden. Zo kwam de bevolking in contact met de Gentenaars, ervaren wevers die hun waren en hun kennis naar de streek brachten. Door deze wisselwerking ontstond er in de gemeente een bloeiende huisnijverheid.
In 1847 telde de bevolking van Sint-Lievens-Houtem 1734 inwoners, waarvan er 157 wevers en 661 spinners waren. Het meest rampzalige jaar van die eeuw was 1847. Meer dan 600 inwoners hadden geen enkele bron van inkomsten meer, doordat de mechanische spinnerijen tot volle expansie kwamen. Nog meer thuisspinners schakelden over naar de weefarbeid. Dit was de basis voor het oprichten van Etablissements Saey.

## Kernen
De gemeente Sint-Lievens-Houtem bestaat naast de hoofdgemeente zelf nog uit vier deelgemeenten.

### Deelgemeenten
|   | Naam                | Opp. (km²) | Inwoners (2020) | Inwoners per km² | NIS-code |
| - | ------------------- | ---------- | --------------- | ---------------- | -------- |
| 1 | Sint-Lievens-Houtem | 9,61       | 5.073           | 528              | 41048A   |
| 2 | Bavegem             | 3,81       | 1.407           | 369              | 41048B   |
| 3 | Letterhoutem        | 4,62       | 1.208           | 262              | 41048C   |
| 4 | Vlierzele           | 6,23       | 2.132           | 342              | 41048D   |
| 5 | Zonnegem            | 2,78       | 580             | 208              | 41048E   |

## Bezienswaardigheden
- De Sint-Michielskerk heeft een romaans koor uit de 11e of 12e eeuw. De kerk had twee torentjes. Van de noordelijke is enkel de onderbouw bewaard.  De zuidelijke, romaanse, toren bevat een 11e-eeuwse kapel die aan Sint-Livinus is gewijd. Het is een etagekapel met in de benedenkapel het martyrium waarin zich een houten Sint-Livinusbeeld bevindt. Hier is ook een grafmonument van Sint-Livinus te vinden, van 1465. In de bovenkapel vindt men een reliekschrijn van Sint-Brixius. De kapel werd in 2002 gerestaureerd. Rond 1776 werd een nieuw classicistisch schip aan de kerk gebouwd.
- De schandpaal op het Marktplein
- De Sint-Livinuskapel dateert in zijn huidige vorm uit 1640 (reeds vermeld in 1500) en werd in 1702 uitgebreid. Naast de kapel bevindt zich een bron. De kapel werd gebouwd op de plaats waar volgens de overlevering Livinus in de 7e eeuw was aangekomen. De kapel is beschermd als monument.
- Nabij het dorp staat de watermolen Eilandmolen, die tot 1959 in gebruik bleef. Reeds in de middeleeuwen stond op de plaats een watermolen van de Sint-Baafsabdij.
- De Thienpontsmolen, een windmolenrestant.
- Het bronzen standbeeld 'de Romein' van beeldhouwer Goossens op de Balei (met 83 meter het hoogste punt van Houtem), waar vroeger de Heirbaan Boulogne-Asse-Tongeren liep.

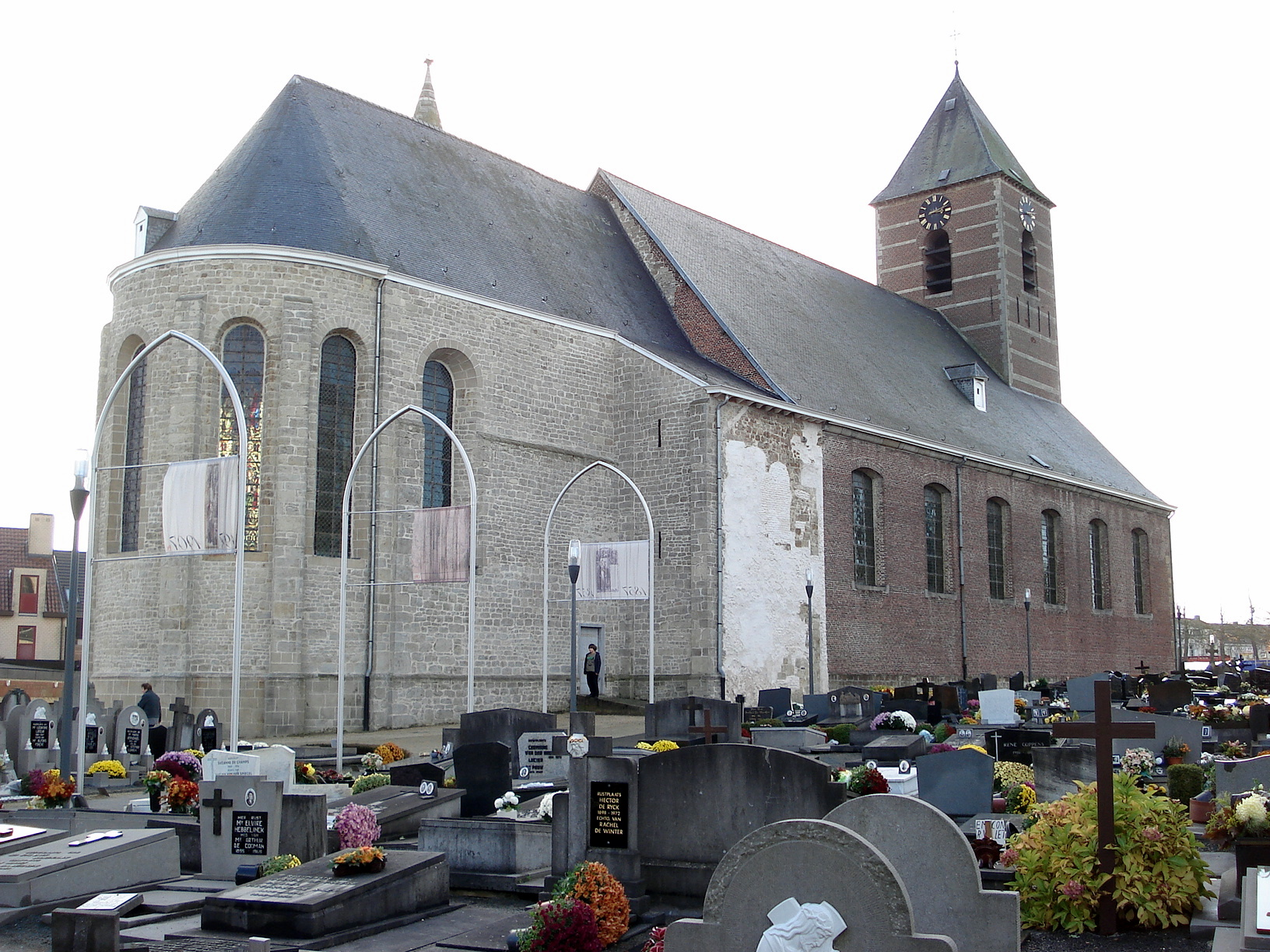
Sint-Michielskerk, noordergevel, met bakstenen classicistische klokkentoren en schip (1776), en romaans zandstenen koor uit de 11e en 12e eeuw.
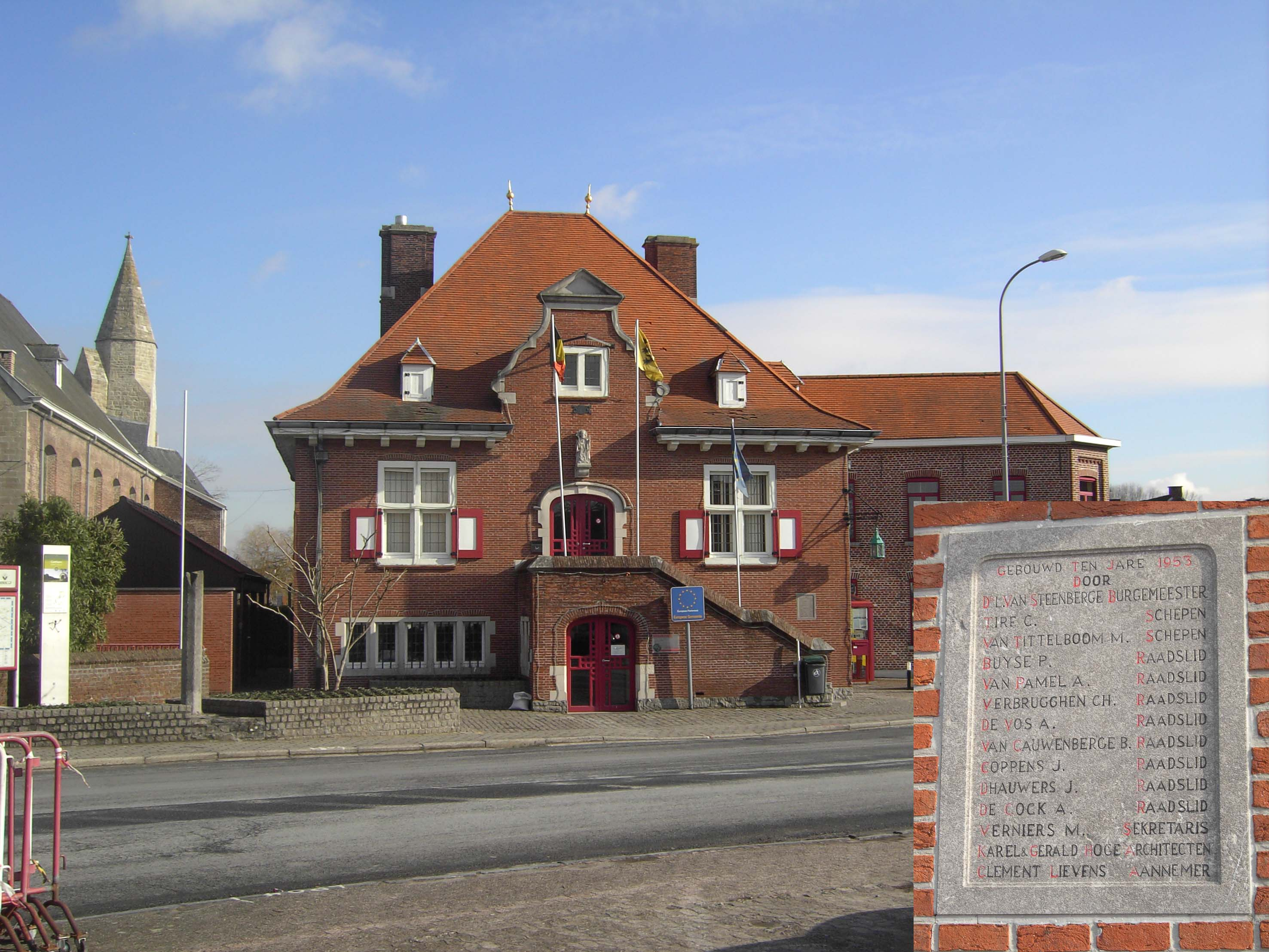
Gemeentehuis van Sint-Lievens-Houtem.
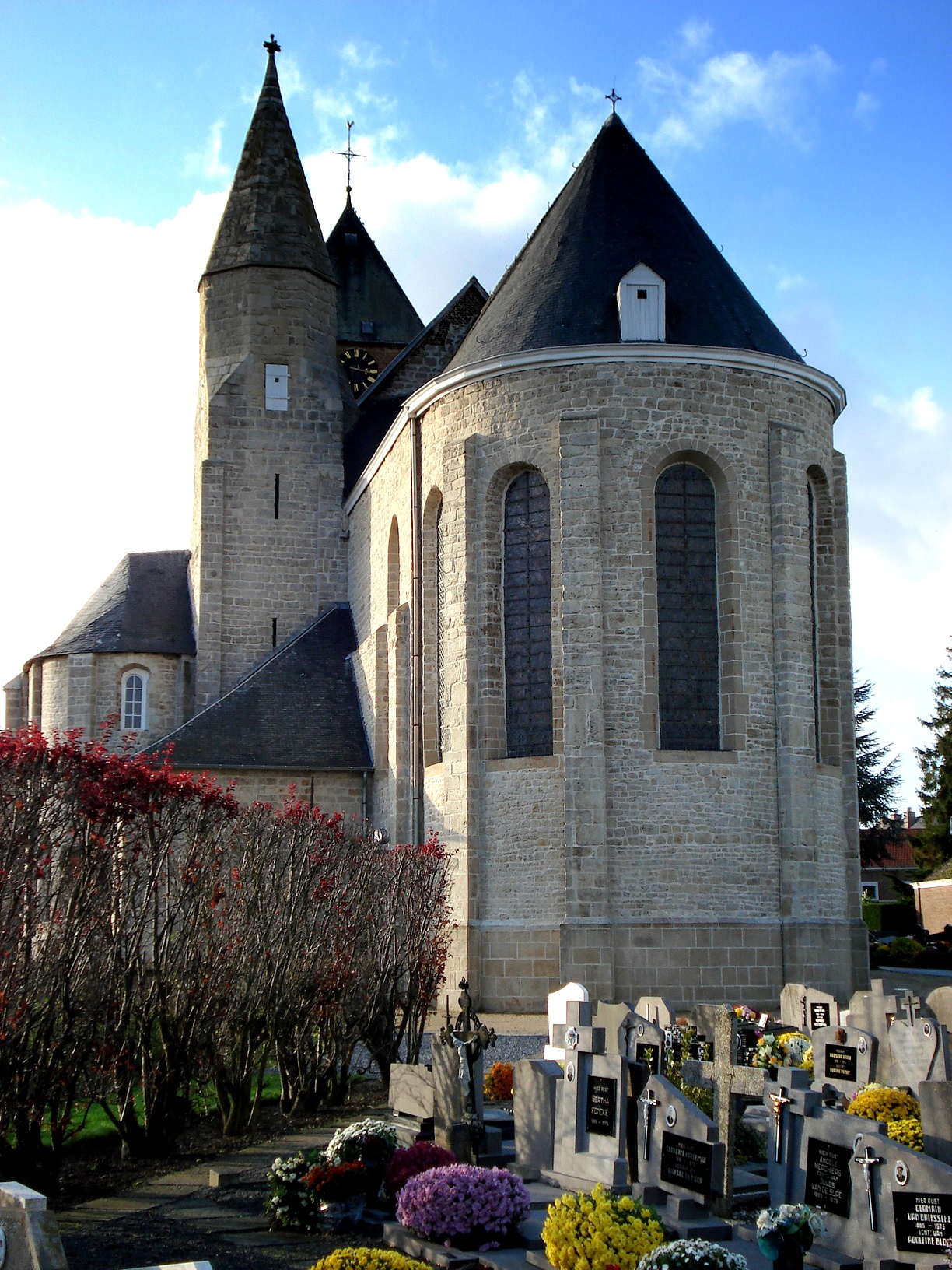
Sint-Michielskerk: romaans koor, kapel en flankeertorentje (11e en 12e eeuw).
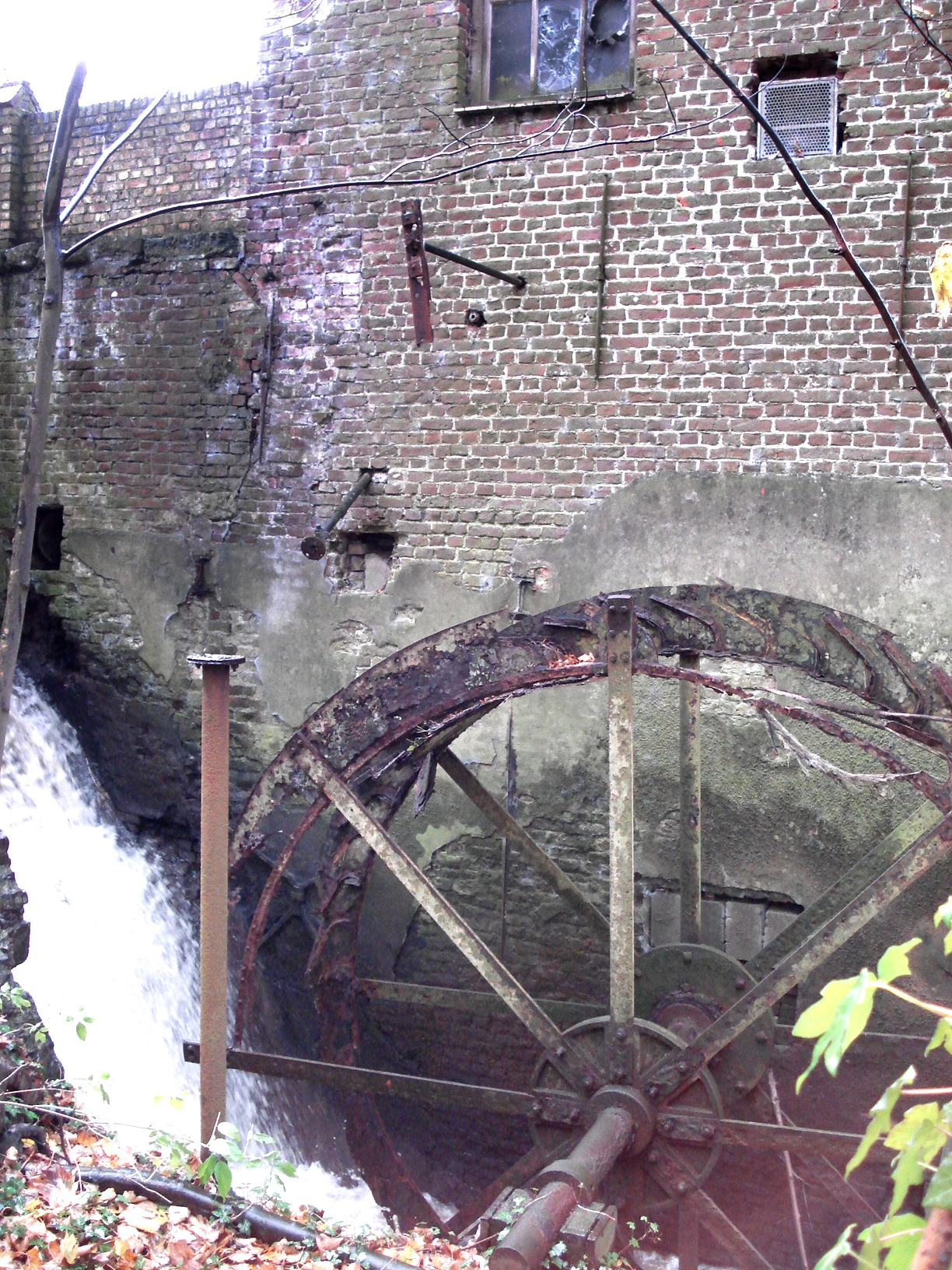
Eilandmolen, oude korenwatermolen (19e eeuw) op de Molenbeek.
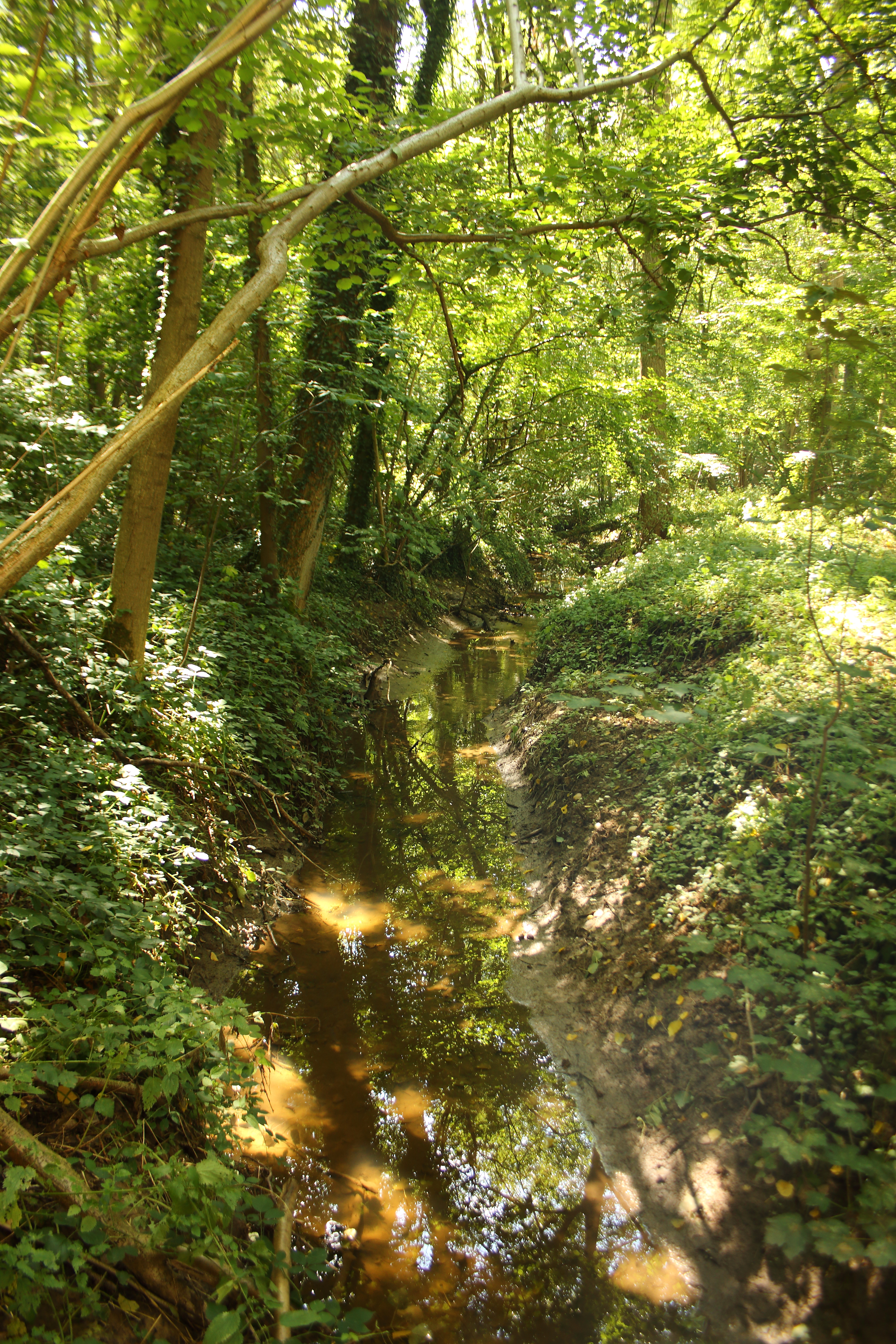
natuurgebied Cotthembos in de vallei van de Cotthembeek
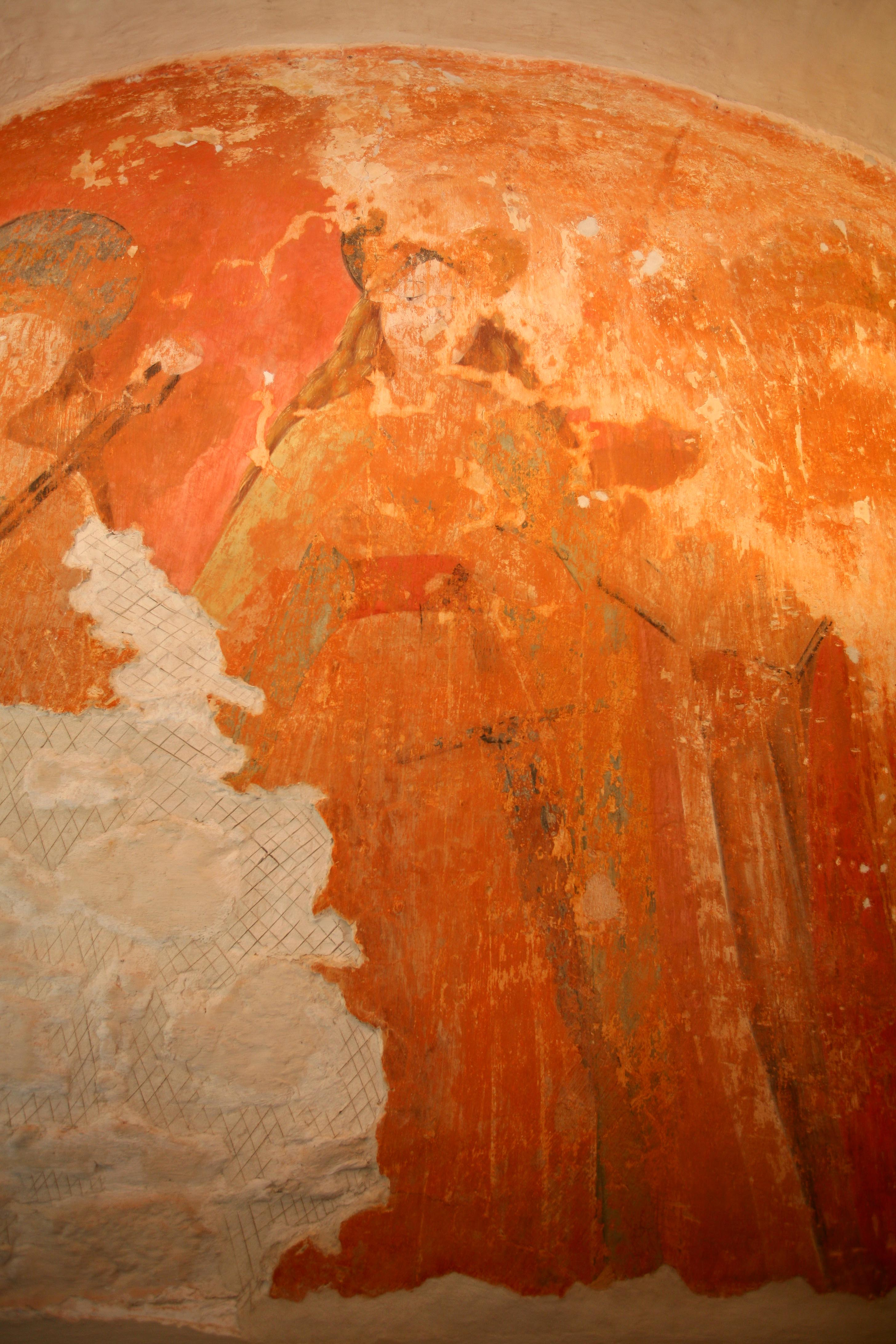
Muurschildering, Sint-Livinuskapel in de  Sint-Michielskerk

## Natuur en landschap
Sint-Lievens-Houtem ligt in Zandlemig Vlaanderen op een hoogte van 29-83 meter. Sint-Lievens-Houtem ligt aan de Molenbeek die in noordelijke richting naar Wetteren loopt en daar in de Schelde uitmondt.
De belangrijkste natuurgebieden zijn:
- Het Cotthembos in het gehucht Cotthem in de vallei van de Cotthembeek op de grens met Oombergen (Zottegem).
- De Smoorbeekvallei aan het Natuureducatief Centrum NEC 'De Pastorie' in Zonnegem.

## Demografie

### Demografische evolutie voor de fusie
- Bron:NIS - Opm:1831 t/m 1970=volkstellingen op 31 december; 1976= inwonertal per 31 december

### Demografische ontwikkeling van de fusiegemeente
Alle historische gegevens hebben betrekking op de huidige gemeente, inclusief deelgemeenten, zoals ontstaan na de fusie van 1 januari 1977.
- Bronnen:NIS, Opm:1831 tot en met 1981=volkstellingen; 1990 en later= inwonertal op 1 januari

| Inwoners van jaar tot jaar op 1 januari 1992 tot heden | Inwoners van jaar tot jaar op 1 januari 1992 tot heden | Inwoners van jaar tot jaar op 1 januari 1992 tot heden |
| jaar                                                   | Aantal                                                 | Evolutie: 1992=index 100                               |
| ------------------------------------------------------ | ------------------------------------------------------ | ------------------------------------------------------ |
| 1992                                                   | 8.925                                                  | 100,0                                                  |
| 1993                                                   | 8.940                                                  | 100,2                                                  |
| 1994                                                   | 9.006                                                  | 100,9                                                  |
| 1995                                                   | 9.084                                                  | 101,8                                                  |
| 1996                                                   | 9.077                                                  | 101,7                                                  |
| 1997                                                   | 9.085                                                  | 101,8                                                  |
| 1998                                                   | 9.126                                                  | 102,3                                                  |
| 1999                                                   | 9.105                                                  | 102,0                                                  |
| 2000                                                   | 9.171                                                  | 102,8                                                  |
| 2001                                                   | 9.140                                                  | 102,4                                                  |
| 2002                                                   | 9.165                                                  | 102,7                                                  |
| 2003                                                   | 9.160                                                  | 102,6                                                  |
| 2004                                                   | 9.219                                                  | 103,3                                                  |
| 2005                                                   | 9.262                                                  | 103,8                                                  |
| 2006                                                   | 9.359                                                  | 104,9                                                  |
| 2007                                                   | 9.481                                                  | 106,2                                                  |
| 2008                                                   | 9.533                                                  | 106,8                                                  |
| 2009                                                   | 9.596                                                  | 107,5                                                  |
| 2010                                                   | 9.711                                                  | 108,8                                                  |
| 2011                                                   | 9.868                                                  | 110,6                                                  |
| 2012                                                   | 9.985                                                  | 111,9                                                  |
| 2013                                                   | 10.026                                                 | 112,3                                                  |
| 2014                                                   | 10.083                                                 | 113,0                                                  |
| 2015                                                   | 10.171                                                 | 114,0                                                  |
| 2016                                                   | 10.152                                                 | 113,7                                                  |
| 2017                                                   | 10.213                                                 | 114,4                                                  |
| 2018                                                   | 10.255                                                 | 114,9                                                  |
| 2019                                                   | 10.342                                                 | 115,9                                                  |
| 2020                                                   | 10.400                                                 | 116,5                                                  |
| 2021                                                   | 10.474                                                 | 117,4                                                  |
| 2022                                                   | 10.534                                                 | 118,0                                                  |
| 2023                                                   | 10.658                                                 | 119,4                                                  |
| 2024                                                   | 10.687                                                 | 119,7                                                  |
| 2025                                                   | 10.748                                                 | 120,4                                                  |

## Sport
In Sint-Lievens-Houtem spelen de voetbalclubs OZ Bavegem, VC Eendracht Houtem en SK Vlierzele. Verder is er door de verbouwing van het Etablissements Saey een volledig uitgerust sportcomplex (De Fabriek) waar men verschillende indoorsporten kan beoefenen.

## Politiek

### Structuur
De gemeente Sint-Lievens-Houtem ligt in het kieskanton Herzele in het provinciedistrict Geraardsbergen, het kiesarrondissement Aalst-Oudenaarde en de kieskring Oost-Vlaanderen.
| Sint-Lievens-Houtem | Sint-Lievens-Houtem | Supranationaal         | Nationaal                         | Nationaal                 | Gemeenschap               | Gewest                    | Provincie                 | Arrondissement   | Provinciedistrict | Kanton          | Gemeente            |
| ------------------- | ------------------- | ---------------------- | --------------------------------- | ------------------------- | ------------------------- | ------------------------- | ------------------------- | ---------------- | ----------------- | --------------- | ------------------- |
| Administratief      | Niveau              | Europese Unie          | België                            | België                    | Vlaanderen                | Vlaanderen                | Oost-Vlaanderen           | Aalst            | Aalst             | Aalst           | Sint-Lievens-Houtem |
| Administratief      | Bestuur             | Europese Commissie     | Belgische regering                | Belgische regering        | Vlaamse regering          | Vlaamse regering          | Deputatie                 | Deputatie        | Deputatie         | Deputatie       | Gemeentebestuur     |
| Administratief      | Raad                | Europees Parlement     | Kamer van volksvertegenwoordigers | Vlaams Parlement          | Vlaams Parlement          | Vlaams Parlement          | Provincieraad             | Provincieraad    | Provincieraad     | Provincieraad   | Gemeenteraad        |
| Kiesomschrijving    | Kiesomschrijving    | Nederlands Kiescollege | Kieskring Oost-Vlaanderen         | Kieskring Oost-Vlaanderen | Kieskring Oost-Vlaanderen | Kieskring Oost-Vlaanderen | Kieskring Oost-Vlaanderen | Aalst-Oudenaarde | Geraardsbergen    | Herzele         | Sint-Lievens-Houtem |
| Verkiezing          | Verkiezing          | Europese               | Federale                          | Federale                  | Vlaamse                   | Vlaamse                   | Provincieraads-           | Provincieraads-  | Provincieraads-   | Provincieraads- | Gemeenteraads-      |

#### 2013-2018
Burgemeester is Lieven Latoir (NIEUW HOUTEM). Hij leidt een coalitie bestaande uit NIEUW HOUTEM en Open Vld. Samen vormen ze de meerderheid met 14 op 21 zetels.

#### 2019-2024
Burgemeester was Lieven Latoir, opgevolgd door Tim De Knyf (NIEUW HOUTEM) in 2021. NIEUW HOUTEM heeft een  meerderheid met 12 op 21 zetels.

#### 2024-2030
Burgemeester is Tim De Knyf (Nieuw Houtem). Nieuw Houtem heeft een absolute meerderheid met 15 op 21 zetels.

### Resultaten gemeenteraadsverkiezingen sinds 1976
| Partij of kartel     | Partij of kartel                | 10-10-1976 | 10-10-1976 | 10-10-1982 | 10-10-1982 | 9-10-1988 | 9-10-1988 | 9-10-1994 | 9-10-1994 | 8-10-2000 | 8-10-2000 | 8-10-2006 | 8-10-2006 | 14-10-2012 | 14-10-2012 | 14-10-2018 | 14-10-2018 | 13-10-2024 | 13-10-2024 |
| Stemmen / Zetels     | Stemmen / Zetels                | %          | 21         | %          | 21         | %         | 21        | %         | 21        | %         | 21        | %         | 21        | %          | 21         | %          | 21         | %          | 21         |
| -------------------- | ------------------------------- | ---------- | ---------- | ---------- | ---------- | --------- | --------- | --------- | --------- | --------- | --------- | --------- | --------- | ---------- | ---------- | ---------- | ---------- | ---------- | ---------- |
|                      | Groen!1/ sp.a-GroenA            | -          |            | -          |            | -         |           | -         |           | -         |           | 2,55      | 0         | -          |            | 11,9A      | 2          | -          |            |
|                      | SP1/ sp.a2/ sp.a-GroenA/ SamenB | -          |            | 8,581      | 1          | 10,021    | 1         | 13,081    | 2         | 7,761     | 1         | 8,832     | 1         | 11,032     | 2          | 11,9A      | 2          | 23,2B      | 5          |
|                      | PVV1/ VLD2/ Open VLD3/ SamenB   | -          |            | 16,871     | 3          | -         |           | 20,32     | 4         | 22,982    | 5         | 22,252    | 5         | 15,143     | 3          | 15,83      | 3          | 23,2B      | 5          |
|                      | CVP1/ CD&V2/ SamenB             | 41,431     | 9          | 32,311     | 8          | 30,111    | 7         | 18,121    | 4         | 20,411    | 5         | 19,692    | 4         | 14,462     | 2          | 11,52      | 2          | 23,2B      | 5          |
|                      | NIEUWH1/ Nieuw Houtem2          | -          |            | -          |            | 26,181    | 5         | 36,11     | 9         | 38,591    | 10        | 37,832    | 10        | 43,62      | 11         | 48,22      | 12         | 60,02      | 15         |
|                      | N-VA                            | -          |            | -          |            | -         |           | -         |           | -         |           | -         |           | 15,77      | 3          | 12,5       | 2          | 8,4        | 1          |
|                      | Vlaams Blok1/ Vlaams Belang2    | -          |            | -          |            | -         |           | -         |           | 4,081     | 0         | 8,852     | 1         | -          |            | -          |            | 6,52       | 0          |
|                      | G.B.                            | 41,67      | 9          | 27,24      | 6          | 33,69     | 8         | -         |           | 4,82      | 0         | -         |           | -          |            | -          |            | -          |            |
|                      | FD                              | -          |            | -          |            | -         |           | 12,4      | 2         | -         |           | -         |           | -          |            | -          |            | -          |            |
|                      | KVP                             | -          |            | 15,0       | 3          | -         |           | -         |           | -         |           | -         |           | -          |            | -          |            | -          |            |
|                      | Fusie P                         | 16,9       | 3          | -          |            | -         |           | -         |           | -         |           | -         |           | -          |            | -          |            | -          |            |
|                      | VDBM                            | -          |            | -          |            | -         |           | -         |           | 1,37      | 0         | -         |           | -          |            | -          |            | -          |            |
|                      | ONS Houtem                      | -          |            | -          |            | -         |           | -         |           | -         |           | -         |           | -          |            | -          |            | 1,9        | 0          |
| Totaal stemmen       | Totaal stemmen                  | 6707       | 6707       | 6736       | 6736       | 6851      | 6851      | 6975      | 6975      | 7030      | 7030      | 7214      | 7214      | 7541       | 7541       | 7671       | 7671       | 5905       | 5905       |
| Opkomst %            | Opkomst %                       |            |            |            |            | 97,51     | 97,51     | 96,38     | 96,38     | 95,52     | 95,52     | 95,82     | 95,82     | 95,21      | 95,21      | 95,0       | 95,0       | 69,9       | 69,9       |
| Blanco en ongeldig % | Blanco en ongeldig %            | 1,54       | 1,54       | 3,1        | 3,1        | 2,82      | 2,82      | 3,01      | 3,01      | 3,17      | 3,17      | 3,33      | 3,33      | 4,07       | 4,07       | 3,7        | 3,7        | 1,4        | 1,4        |

De zetels van de gevormde coalitie staan vetjes afgedrukt. De grootste partij is in kleur.

## Jeugd
Het gemeentelijke jeugdbeleid wordt uitgestippeld door de jeugddienst en de jeugdraad (als gemeentelijk adviesorgaan).

Deze jeugdraad bestaat uit vertegenwoordiging van de vier jeugdverenigingen die de gemeente telt:
- Jeugdhuis Reflex
- Chiro 't Rotje
- Youth and Music (YAM)
- KLJ

## Trivia
- In de deelgemeente Vlierzele ligt een stortplaats van de intercommunale ILvA.
- De bijnaam van de inwoners is broekwassers.[7]

## Nabijgelegen kernen
Oosterzele, Balegem, Bavegem, Letterhoutem, Oombergen, Borsbeke